# Union Nationale des Forces Populaires
Die Nationalunion der Volkskräfte (arabisch الاتحاد الوطني للقوات الشعبية, DMG al-Ittiḥād al-Waṭanī li-l-quwwāt aš-šaʿbiyya; französisch Union Nationale des Forces Populaires, UNFP) war eine marokkanische nationale Befreiungsbewegung. 

## Geschichte
Sie wurde im Januar 1959 durch eine Gruppierung um Mehdi Ben Barka gegründet, der die führende Istiqlal im Unabhängigkeitskampf nicht genügend radikal erschien. 
Die Partei übte als Verfechter sozialistischer Politik heftige Kritik an der herrschenden Monarchie und sah sich infolgedessen rigorosen polizeilichen Unterdrückungsmaßnahmen unter Innenminister General Mohammed Oufkir ausgesetzt. Die Führung der UNFP wechselte vielfach: während Abderrahim Bouabid und Abderrahmane Youssoufi als gemäßigt galten, förderte Mohamed Basri den bewaffneten Kampf, und Ben Barka selbst beschloss, der Staatsmacht aus dem Exil heraus gegenüberzutreten. Als 1963 der Tindouf-Krieg zwischen Marokko und Algerien ausbrach, nahm Ben Barka auf algerischer Seite offiziell einen Platz in Ahmed Ben Bellas FLN-Regierung ein. Dieses wertete die marokkanische Regierung als Hochverrat und verurteilte Ben Barka „in absentia“ zum Tod. Am 29. Oktober 1965 wurde er im Pariser Exil unter Mitwirkung französischer Polizeibeamter entführt und ermordet, möglicherweise auf Veranlassung Oufkirs, und blieb so ein Symbol des demokratischen Kampfes in Marokko. Generalsekretär der UNFP war von 1959 bis 1972 Ex-Premier Abdallah Ibrahim.
Die UNFP brach 1972 wieder auseinander, in eine Casablanca-Gruppe und eine Rabat-Gruppe. Der Rabat-Flügel bildete 1974 erneut die Sozialistische Union der Volkskräfte (Union Socialiste des Forces Populaires, USFP), die noch heute als Mitte-links-Partei besteht. In den Wahlen von 1993 arbeiteten USFP und Istiqlal als Oppositionsparteien zusammen. Seit 1998 bildet die USFP als wichtigste Koalitionspartei das Zünglein an der Waage einer marokkanischen Regierung der Schaukelpolitik. 
Abderrahmane Youssoufi, Mitbegründer der UNFP und später Vorsitzender der USFP, politisch inhaftiert und zum Tod verurteilt, wurde 1998 zum Regierungschef gewählt. Diese Wahl eines Regierungschefs aus den Reihen der Opposition war ein Novum in der arabischen Demokratiegeschichte und galt als Hauptdurchbruch des marokkanischen Reformprozesses. 